# Agrotis peruensis
Agrotis peruensis är en fjärilsart som beskrevs av Emilio Berio 1986. Agrotis peruensis ingår i släktet Agrotis och familjen nattflyn. Inga underarter finns listade i Catalogue of Life.